# Général Osman
Le général Osman, né vers 1810 à Héraklion (actuelle Grèce) et mort à Monastir en 1879, est un militaire tunisien qui a participé au commandement du contingent des soldats tunisiens participant à la guerre de Crimée.

## Carrière
Osman devient vers 1824 un mamelouk du souverain Hussein II Bey. Plus tard, il devient l'un des favoris des souverains Ahmed Ier Bey, Mohammed Bey et Sadok Bey. Il est un membre du conseil particulier[Quoi ?], membre du Grand Conseil et président du conseil ordinaire[Quoi ?]. En 1847, l'exploitation de la thonaire de Monastir est reprise par le général Osman, succédant au Génois Bonfiglio.
De 1854 à 1856, le général Osman est très connu pour avoir exercé, en alternance avec les généraux Rachid et Mohamed Chaouch, le commandement du corps expéditionnaire tunisien participant à la guerre de Crimée aux côtés de l'armée ottomane. En 1864, il dirige une colonne armée lors de l'insurrection menée par Ali Ben Ghedhahem. Entre 1865 et 1879, il est successivement le chef des garnisons militaires de Sousse, Monastir, Sfax, Gabès et Djerba. À cette époque, la régence de Tunis est, du point de vue militaire, scindée en deux divisions, la division Nord et la division Sud ; Osman est farik (général de division) de la division Sud.

## Héritage
Il construit un grand palais à Monastir et un petit palais à Skanès. Il décède à Monastir en 1879, son tombeau se trouvant dans le zaouïa de Sidi Abdessalem Lahmar, dans le quartier du cimetière. Parmi ses fils et petits-fils figurent des notables du makhzen (caïds-gouverneurs) actifs entre la deuxième moitié du XIXe siècle et le début du XXe siècle ; son fils Ahmed Osman est peintre dans la deuxième moitié du XIXe siècle.

## Dans la culture
- 2018 : Tej El Hadhra, série télévisée de Sami Fehri : Nejib Belkadhi